# Vaccinium glauco-album
Vaccinium glauco-album är en ljungväxtart som beskrevs av Joseph Dalton Hooker och Charles Baron Clarke. Vaccinium glauco-album ingår i Blåbärssläktet, och familjen ljungväxter. Inga underarter finns listade i Catalogue of Life.